# Associazione Calcio Mestre
L'Associazione Calcio Mestre S.S.D., meglio nota come Mestre, è una società calcistica italiana con sede nella città di Venezia, in località Mestre. Milita in Serie D, la quarta divisione del campionato italiano.
La squadra nasce nel 1991 previa ridenominazione del club La Malcontenta e si prefigge di portare avanti la tradizione calcistica iniziata nell'ottobre 1927 con la fondazione dell'Unione Sportiva Mestrina (la nascita viene però fatta risalire tradizionalmente al 1929). Tale tradizione è transitata attraverso varie ridenominazioni e rifondazioni, fino alla confluenza nel Calcio VeneziaMestre nel 1987 (assorbimento ufficiale nel 1990), che ne detiene ufficialmente la tradizione (come si nota dalla presenza del colore arancione nella sua maglia). Le rifondazioni dal 1991, del 2003 e del 2015 si pongono pertanto in contrapposizione alla "fusione" del 1987, con l'ambizione di perpetuare una tradizione calcistica unicamente mestrina.
Accettando la continuità della tradizione sportiva, la squadra ha partecipato ad una stagione in Serie B dell'Alta Italia (1946-1947) e ad un totale di 29 stagioni nella terza categoria nazionale, l'ultima delle quali nella stagione 2017-2018. Attualmente gioca in Serie D.

## Storia

### Le origini (1892-1904-1927)

Lo stemma del comune di Mestre nel 1923 (dopo la concessione della corona turrita)

La diffusione del gioco del calcio (o del football) a Mestre è attestata sin dalla fine del XIX secolo: la prima squadra di calcio fu la Società Ginnastica Marziale di Mestre, che ufficiosamente praticava il calcio sin dal 1892 (portato a Mestre dagli ufficiali britannici che vi dimoravano e che dal 1889 coinvolsero anche i mestrini), e che nel 1893 acquistò il terreno dell'attuale Stadio Francesco Baracca. Dal 1892-93 al 1894-95 fece 3 "campionati interni mestrini" segreti (per nascondere la commistione Stato-Chiesa in periodo di "guerra" tra le due entità) per selezionare le due squadre finaliste per la sfida andata-ritorno da disputarsi (sin dal 1892) tra "Marziale Mestre" - "Società Udinese di Ginnastica e Scherma". Dal 1896 giocò in azzurro, come i colori dello stemma cittadino "Mestre Fidelissima". La Palestra Marziale provò a partecipare al primo campionato italiano di calcio ginnastico del 1896 a Treviso, fornendo anche tutti i giocatori per la squadra denominata "Vittorio Veneto", ma venne rimpiazzata nel nome da un altro club, il Pio Istituto Turazza di Treviso.
La Marziale attese invano che la Reyer 1872 (capofila regionale di riferimento per la F.G.I.) convocasse la partita promessa e si costituì ufficialmente nel 1904 (Sergio Barizza) dove fornì i giocatori alla Reyer per le due partite del Campionato Veneto 1904 (giocate col Vicenza), e rimase attiva fino al 1907 disputando alcune partite valide per i campionati della FGNI (7 aprile 1907, Campionato Veneto, qualificazioni Marziale-Reyer 3-2 e finale Vicenza-Marziale 4-1).
Dopo la fusione (avvenuta con una votazione attraverso un trabocchetto) tra Reyer Venezia e Marziale del 14 dicembre 1907 (che diede origine al Venezia), nel 1909 il calcio mestrino rinasce con la partecipazione degli ex atleti e dirigenti della S.G. Marziale, i quali fondano il Mestre Foot-Ball Club, affiliatosi alla F.I.G.C. nel dicembre 1919. La prima partita ufficiale del rifondato "Mestre FC 1909"  si disputa a fine 1910: un’amichevole contro il Petrarca Padova al campo dei "Tre Pini", gara vinta dai patavini per 6-1.
Vista l'antichissima e particolare storia del calcio mestrino (risalente al 1889-92, come già detto), il Mestre FC 1909 (che giocava sempre in azzurro, come la Marziale) godette di una clausola particolare della F.I.G.C. (valevole 5 anni dalla rifondazione societaria) che prevedeva l'iscrizione diretta alla Prima Categoria qualora avesse giocato una seconda partita ufficiale con una "grande squadra". Si propose l'Inter (che ben conosceva le storie mestrine avendovi partecipato gli inglesi dal 1889 al 1897 - vedi Marziale), ma Padre Roy, fondatore e Presidente del Petrarca si dimenticò comunicarlo ai mestrini (all'Atto di registrazione della partita giocata) nel dicembre 1910. Pertanto il Mestre non partecipò ai campionati di Promozione 1912-13, 1913-14 e 1914-15, aspettando il debutto diretto in Prima Categoria. La clausola scadde invano, poi sopraggiunse la prima guerra mondiale con la sospensione dei campionati.

L'antico stemma di Mestre (dal Medioevo al 1513)

Nell'immediato primo dopoguerra le società principali erano diventate due, in quanto all'Associazione Calcio Mestre (nuova denominazione del Mestre F.B.C., che giocava in biancorosso, come i colori dell'antico stemma mestrino "Communitas Mestrensis") si era aggiunta la Spes Mestre (che giocava in biancoverde). Tale squadra adottava come campo un terreno in via Miranese (attualmente detto tratto di strada è via Carducci) confinante con il cinema Concordia, Villa Erizzo ed il Foro Boario (poi rinominato piazzale Donatori di Sangue).
Nel 1919 all'interno del terreno classificato come "ippodromo" (il che permetteva lo svolgimento delle manifestazioni sportive, l'ingresso alle donne ed un biglietto a tassazione fissa del 25%, poiché nel 1893-96 la destinazione calcio non esisteva) venne ufficialmente inaugurato lo Stadio Francesco Baracca: la prima partita ufficiale che vi si disputò fu il 14 settembre con il Giudecca, terminata in pareggio e la domenica successiva (21), sotto la pioggia e con una notevole partecipazione di pubblico, vide l'A.C. Mestre prevalere sull'Ardor Venezia per 3-2. Seguì un torneo a 12 squadre denominato "Coppa Luigi Beccari" (in onore al calciatore mestrino deceduto nella prima guerra mondiale) e la tripla finale vide dapprima l'A.C. Mestre prevalere 1-0 sull'Ardor e poi ancora prevalere per 2-0 sulla Spes e aggiudicandosi così la Coppa. Su "tutti" i tigli del viale Garibaldi furono affissi dei cartelloni osannanti la vittoria della Coppa e riportanti il risultato del derby mestrino.

L'AC Mestre del 1923 allo stadio Francesco Baracca.

Anche grazie alle caratteristiche del suddetto campo (dotato di un campo di gioco di grandi dimensioni - il più grande e lungo del triveneto, metri 120x60 - e completamente recintato), l'A.C. Mestre ottenne il diritto a giocare i campionati regionali di Promozione (all'epoca la seconda divisione italiana) nel 1919-1920, 1920-1921 e 1921-1922, sfiorando la promozione in Prima Categoria nel 1920-1921, allorché vinse il girone A e (a pari merito) il girone finale del Veneto, perdendo però infine per 1-0 lo spareggio decisivo giocato a Vicenza il 12 giugno 1921 contro l'U.S. Legnaghese.
Il 14 giugno 1925 lo stadio Baracca, da sempre interamente adibito al gioco del calcio, venne ufficialmente inaugurato come campo polisportivo (calcio, ciclismo, pallacanestro, pallavolo e tennis).

### La Mestrina, dagli anni venti agli anni settanta (1927-1979)

Alcuni giocatori della Mestrina allo stadio Francesco Baracca nel 1931.

Nell'ottobre 1927, presso la sede mestrina del CONI, venne raggiunto l'accordo per la fusione fra le quattro maggiori rappresentative calcistiche della città (che dal 1926 era stata inglobata nel comune di Venezia), ovvero l'A.C. Mestre, il Mestre F.B.C. (quest'ultimo nato nell'aprile 1927), la Spes e la Libertas.
Nacque così l'Unione Sportiva Mestrina, che debuttò in Terza divisione (quarto livello della piramide calcistica nazionale) dove arrivò seconda e fu ammessa alla Seconda Divisione 1928-29 dove arrivò 6^ e si salvò. Nella stagione 1929-30 è 10^ ed i colori da rossoneri della nascita diventano biancoazzurri. Nella stagione 1930-31 i colori sono nuovamente rossoneri e la Mestrina è dapprima terza nel girone Veneto-Giuliano e poi prima 1º nel girone C delle finali. Promossa in Prima Divisione (terzo livello del Campionato) dove la stagione successiva si classificherà 10^ salvandosi. Nel 1932-1933 Si ritira alla 5ª giornata di ritorno del girone C della Prima Divisione. Nel 1933 - Riammessa in Prima Divisione, non si iscrive al campionato: il club è inattivo.

A.F.C. Mestre con la maglia "nerofasciata" (dal 1934-38) allo stadio Francesco Baracca.

Nel 1934 il club viene rifondato e assume la denominazione Associazione Fascista Calcio Mestre; si iscrive al campionato di Terza Divisione Veneta. I colori sono "nerofasciato", il nerocerchiato del fascio giovanile. Nel 1934-35 - il Mestre è 2º nel girone A della Terza Divisione Veneta, e poi 2º nel girone finale veneto. Ammesso alla nuova Prima Divisione Veneta. Nella stagione 1937-38 è secondo nella Prima Divisione (4º livello della piramide calcistica nazionale) ed è promosso in serie C, dove debuttò nel campionato di Serie C 1938-1939, militando poi in detta categoria fino all'interruzione dei campionati per la seconda guerra mondiale, sopravvenuta nel 1943. Dal 1938-39 torna il nome "Mestrina" ed i colori sono granata.
Nel 1945 la squadra cambiò i colori in arancione e dominò il campionato di Serie C e vinse la finale della Lega Interregionale Nord contro l'Asti (coi risultati di 0-0 all'andata e 7-2 al ritorno), ottenendo in tal modo la promozione in Serie B per la stagione 1946-1947.

la Mestrina (biancoarancio) della serie B 1946-47

Gli arancioni, al debutto in serie cadetta, furono protagonisti di una buona partenza: dopo 13 giornate la Mestrina si portò solitariamente in vetta alla classifica, esprimendo inoltre un buon gioco. Una successiva crisi di risultati (dovuta anche ad infortuni a "giocatori chiave") tuttavia vanificò tale striscia positiva, sicché la stagione si concluse con la retrocessione.
Classificandosi al primo posto del successivo campionato di Serie C (in cui non erano previste promozioni a causa della riforma dei tornei frattanto approvata dalla F.I.G.C.), la Mestrina fu ammessa alla nuova Serie C strutturata su 4 gironi nazionali, categoria nella quale militò fino al 1951-1952, anno in cui una nuova riforma introdusse la serie C a girone unico: in tale frangente, il 12º posto nel girone B non bastò ad evitare la retrocessione in IV Serie.
Nella stagione 1954-1955 la Mestrina vinse il proprio girone, per poi battere agli spareggi finali la Marzoli, garantendosi la promozione in Serie C a girone unico. Perse infine, a seguito di sorteggio, la finale per il titolo assoluto contro il B.P.D. Colleferro. Nella stagione successiva la Mestrina riuscì a cogliere la salvezza, bissando il risultato anche nelle annate successive: gli arancioni rimasero in terza serie (che nel frattempo venne di nuovo divisa in gironi) fino alla fine della stagione 1967-1968, conclusa con una nuova retrocessione in quarta serie.
Dopo alcuni anni di militanza nel massimo campionato dilettantistico, nel campionato 1973-1974 la Mestrina dominò il girone C di Serie D e tornò per un anno in terza serie. Subito retrocessa a fine stagione, riuscirà a tornare tra i professionisti solo a fine anni 1970.

### Gli anni ottanta e i successi della gestione Robazza
Nel 1979 la Mestrina fu rilevata dall'industriale Guido Robazza, reduce dalla ultradecennale esperienza alla guida della Pro Mogliano (che sotto la sua gestione aveva giocato sempre nel massimo campionato regionale veneto), che divenne una società satellite del sodalizio arancionero. Nell'estate del 1980 Robazza modificò il nome del club in Associazione Calcio Mestre; la sua presidenza (durata dal campionato 1979-1980 al 1986-1987) fu caratterizzata da ottimi risultati, con il Mestre militante in pianta stabile nei campionati professionistici.

Il Mestre in trasferta al Menti di Vicenza il 3 ottobre 1982.

Nella stagione 1979-1980 l'A.C. Mestre si classificò al sesto posto nel proprio girone di Serie C2, precedendo il Venezia. Per l'anno successivo la squadra puntò apertamente alla promozione in Serie C1, ma il risultato (quarto posto dietro a Padova, Civitanovese e Maceratese) non fu sufficiente al raggiungimento dello scopo.
La promozione in Serie C1 arrivò al termine della stagione 1981-1982: il Mestre, arrivato secondo nel proprio girone a pari merito con la Vigor Senigallia (alle spalle della capolista Ancona), vinse lo spareggio contro i marchigiani, garantendosi l'accesso alla terza serie.
L'annata 1982-1983 fu meno fortunata, concludendosi con l'immediata retrocessione degli arancio-neri in C2.
Nelle quattro stagioni successive il Mestre ritentò invano la risalita in C1: i migliori risultati furono costituiti da due terzi posti, a pochi punti dalla promozione.

#### La fusione con il Venezia (1987)
Nel 1987 Guido Robazza cedette la società a Gianni Pagotto, che a sua volta la girò a Maurizio Zamparini, il quale già aveva acquistato la storica rivale Venezia (all'epoca versante in difficoltà finanziarie tali da impedirne l'iscrizione al campionato di Serie C2 1987-1988) da Luciano Mazzuccato.
Zamparini, dopo aver risanato le casse del Venezia (salvando il club lagunare dal fallimento), decise di incorporarvi il Mestre (l'incorporazione ufficiale avvenne nel 1990). Il Club, Calcio Venezia, prese sugli organi di stampa una nuova denominazione: Venezia-Mestre, con sede sulla terraferma veneziana, che elesse a terreno casalingo lo stadio Francesco Baracca (lo stadio Pierluigi Penzo di Venezia era inagibile); come titolo sportivo venne mantenuto quello del Venezia, mentre quello lasciato libero dal Mestre passò nelle mani del rifondato Palermo (che comprando il titolo mestrino poté così iscriversi dalla Serie C2 anziché ripartire dalla terza categoria). La società Venezia adottò unitamente i colori sociali delle realtà coinvolte: arancione, nero e verde.
L'unione delle due squadre professionistiche del comune di Venezia, avvenuta più o meno contestualmente alla celebrazione di due referendum inerenti alla possibile secessione di Mestre dall'amministrazione comunale della città lagunare (entrambi risoltisi con esito negativo), determinò reazioni polemiche in ambedue i centri: a Venezia, per protesta contro il trasferimento della sede e del campo di gioco a Mestre, venne costituita una nuova squadra chiamata Calcio Venezia, che nel 1989 riuscì a ottenere il suo maggior successo conquistando la promozione in Interregionale.
Meno diffuse, ma comunque presenti, furono le reazioni avverse sulla terraferma: tra le principali si annovera quella del Favaro Calcio, militante in Promozione veneta (all'epoca massima serie a livello regionale), che cambiò denominazione in FavaroMestre e adottò le casacche arancionere per la prima squadra (pur continuando a giocare le gare interne a Favaro Veneto).
Già nel 1989, ufficialmente per motivi dettati da ragioni di immagine e prestigio (il Venezia godeva infatti di una maggiore tradizione sportiva, con numerosi anni di militanza nei campionati di serie A e B e un palmarès comprendente anche una Coppa Italia), la società detta unificata mutò ulteriormente denominazione da Calcio Venezia in Associazione Calcio Venezia 1907, suscitando malumori nella tifoseria di estrazione mestrina, la quale sollecitava invece l'adozione di un nome sociale che richiamasse maggiormente la cosiddetta fusione delle due società avvenuta due anni prima. La sede del club venne comunque mantenuta a Mestre e lo stadio Baracca continuò ad ospitare le gare casalinghe. Rimasero altresì invariati i colori sociali arancioneroverdi.
Nella stagione 1990-1991 (la terza della gestione Zamparini) il Venezia vinse lo spareggio per il secondo posto giocato a Cesena contro il Como e conquistò la promozione in Serie B. A causa della scarsa capienza dello stadio Baracca di Mestre, insufficiente per gli standard della seconda serie e difficilmente ristrutturabile (essendo totalmente circondato da edifici residenziali), il club decise di ristrutturare e ampliare (eliminando la pista di atletica) lo Stadio Pierluigi Penzo di Venezia, che dopo 4 anni tornò ad essere il terreno casalingo del club lagunare.

### La rinascita, il primo derby degli antiunionisti e il ritorno del Calcio Mestre (1991-2001)
Nel 1991, sulla scia delle polemiche scaturite dalla decisione di Zamparini di ridurre la presenza dell'arancione sulle maglie del Venezia, e complice la disponibilità dello stadio Baracca ("liberato" dalla squadra arancioneroverde, tornata allo stadio Penzo), i fratelli Renzo e Luciano Mognato, imprenditori di Malcontenta, cercano di ridare vita al Calcio Mestre servendosi della società La Malcontenta, che nella stagione 1991-1992 (giocata in Eccellenza Veneto) viene ridenominato ufficialmente Malcontenta-Mestrina. Proprio in quell'anno è possibile registrare il primo derby tra le squadre e i tifosi antiunionisti di Mestre e Venezia, che si ritrovarono in 800 allo stadio Baracca per l'incontro di cartello tra il Calcio Venezia Neroverde (fondato nel 1989) e il Malcontenta-Mestrina: le tifoserie, un tempo accomunate da un odio reciproco, si ritrovarono a fraternizzare esponendo alcuni striscioni passati alla storia con scritte come "bentornato derby" e "meglio pochi ma buoni che servi dei Mercatoni" (quest'ultimo riferimento esplicito al marchio Mercatone Emmezeta di proprietà del patron unionista Maurizio Zamparini).
Nella stagione 1992-1993 il Malcontenta-Mestrina cambia ulteriormente denominazione in Mestre, vincendo nel 1994-95 il Campionato Veneto di Eccellenza e, nella successiva stagione, il Campionato Nazionale Dilettanti. Dopo meno di dieci anni dalla cancellazione, una squadra esclusivamente mestrina riapprodava in serie C2 tra i professionisti.
Dopo numerosi campionati tra i professionisti, nella stagione 2000-2001 il Mestre arrivò terzo e giocò la semifinale play-off contro la Pro Vercelli, conquistandosi la finale contro la Triestina, ma non riuscì a vincere la sfida (giocata di fronte a 4000 spettatori) con gli alabardati e a tornare in serie C1. La stagione successiva il Mestre si classifica 12º nel girone B della Serie C2.

### Il fallimento e la rinascita (dal 2002 al 2015)
Nella stagione 2002-2003, dopo un avvicendamento societario, la squadra retrocesse in Serie D dopo i play-out persi contro la Pro Vercelli; ma, a causa di problemi finanziari che la portarono al fallimento, non riuscì a prendere parte al successivo campionato, concludendo la sua avventura dopo quasi dieci anni di professionismo.
Grazie alla passione di Primo Marani dalle sue ceneri nacque l'Associazione Sportiva Mestre 2003, costretta a ripartire dalla Terza Categoria. In due anni, grazie a due campionati vincenti la nuova società riuscì a riconquistare la Prima Categoria, categoria nella quale però non giocò, in quanto riuscì ad acquisire i diritti di un'altra società e a salire direttamente nella Promozione.
Nella stagione 2006-2007 la squadra retrocesse sul campo dopo i play-out e l'anno dopo risalì subito. Dalla stagione 2010-2011 milita in Prima Categoria.
A Mestre continuava la sua attività (dal 1962) la squadra dell'EDO Mestre RSM (che dal 2006 aveva in gestione lo stadio Baracca) e che militava nel campionato di Eccellenza Veneto (ben 18 stagioni su 23), società che nel 2014 viene ristrutturata e passa dalla famiglia Luppari ad un gruppo di mestrini titolari anche della registrazione del marchio dell'AC Mestre. Il socio di maggioranza e Presidente è il cavalier Ardjan Nezhaj, la squadra viene ridenominata "Mestrina FC 1929" cambiando anche i colori sociali da gialloblu ad arancionero, con il progetto di riportare in auge i colori e la squadra cittadina. Contemporaneamente, l'imprenditore Stefano Serena faceva il suo ingresso nell'apparato societario dell'A.C. Mestre - militante in Prima Categoria - con gli stessi propositi. Le due società iniziarono dunque un dialogo collaborativo in vista di "una migliore unica sistemazione" da realizzarsi la stagione successiva. Nei rispettivi campionati 2014-15 la Mestrina gioca la finale di Coppa Italia di categoria (perdendola a Mirano il 4 gennaio per 1-0 contro il Campodarsego) e sfiora i playoff, mentre l'AC Mestre vince la coppa di categoria (che le varrà poi la promozione-ripescaggio in Promozione).
Nel giugno 2015 si susseguono una serie di complesse vicende societarie che sfruttano le disposizioni ammesse dalle NOIF (norme organizzative interne federali) della FIGC, ma talvolta a causa della loro complessità sono fraintese dai non addetti ai lavori. Tali variazioni sono riassunte nel comunicato n. 14 della FIGC Veneto emesso il 31 luglio 2014. La Società Mestrina muta la propria sede sociale trasferendosi a Spinea e cambiando il proprio nome in F.C. Spinea 1966 (matricola federale inalterata), la società Mestrina 1929 Football Club, l'altra squadra di Mestre, militante nel girone B dell'Eccellenza Veneto trasferisce la propria sede a Mogliano Veneto e muta il proprio nome in F.C. Union Pro (mantenendo la matricola federale della Mestrina 1929 ex EDO Mestre R.S.M. 1962) e infine l'Union Pro di Mogliano si trasferisce a Mestre cambiando il proprio nome in Associazione Calcio Mestre. Quest'ultima squadra, che mantiene la vecchia matricola federale della squadra moglianese, militerà in Serie D, ottenendo di fatto la partecipazione di una squadra mestrina alla Serie D 2015-2016, 20 anni dopo l'ultima volta.

### La serie D, il ritorno al Baracca e la Promozione in Serie C (dal 2015)
Nella stagione 2015-2016, giocata allo Stadio Panisi di Mogliano Veneto (vista l'indisponibilità del Baracca), il Mestre si classifica 8º rimanendo in corsa per i playoff fino alle ultime giornate. Da registrarsi il ritorno del derby con il Venezia.
Nella stagione successiva il Mestre, affidato a Mauro Zironelli, si propone fin dalle prime giornate come una delle migliori compagini del girone C: a tenerle testa vi è la sola Triestina, che viene poi staccata grazie alla vittoria degli arancioneri per 3-4 nello scontro diretto del 4 dicembre 2016 allo stadio Nereo Rocco. La squadra mestrina consolida pertanto il suo primato in classifica e infine vince il proprio girone con anticipo sulla fine della stagione regolare, il 23 aprile 2017, grazie alla vittoria esterna contro il Vigasio per 1-4. Il successo vale l'accesso alla terza serie, ove il Mestre mancava dalla stagione 1982-1983.
Nel marzo 2016 il comune di Venezia riesce a riacquisire la piena proprietà dello Stadio Baracca, a seguito di una permuta di altri immobili comunali di equivalente valore in favore delle parti in causa. Contestualmente vengono riavviati i lavori di adeguamento e ammodernamento concordati con la FIGC e gli uffici competenti, al fine di ottenere l'omologazione dello stadio per i campionati nazionali e consentire al Mestre di tornare a disputarvi le gare interne. Gli interventi, avviati a pieno regime nell'autunno dello stesso anno, includono il complessivo risanamento delle infrastrutture, la riduzione della capienza delle curve Oberdan e Baracca (delle quali viene inoltre invertita la destinazione d'uso, riservando la prima ai tifosi ospiti e la seconda agli ultras locali), l'ammodernamento degli impianti elettrico ed idraulico, il ripristino dei servizi igienici a beneficio del pubblico e l'adeguamento dei locali tecnici e di servizio alle norme vigenti. La capienza complessiva dell'impianto, per ragioni economiche e di praticità, viene quindi ridotta da 6 181 a circa 2 000 posti a sedere. A lavori conclusi, lo stadio viene riaperto il 19 marzo 2017 in occasione della partita Mestre-AltoVicentino, valida per il campionato di Serie D 2016-2017.

### Il nuovo accesso tra i professionisti a Portogruaro, l'auto-declassamento ed il ritorno a Mestre in Eccellenza Veneto  (dal 2017)
Il ritorno degli arancioneri al "Baracca" fu tuttavia di breve durata: a seguito della promozione in Serie C conquistata al termine della stagione 2016-2017, lo stadio si rivelò nuovamente impraticabile ai sensi dei criteri infrastrutturali imposti dal calcio professionistico italiano. In virtù di ciò, nell'attesa di valutare la fattibilità di nuovi e più incisivi interventi di ammodernamento dell'arena (oppure di sua sostituzione con un nuovo impianto) e al fine di non dover rinunciare alla disputa del campionato di competenza, il Mestre optò per trasferire il proprio campo interno allo stadio Piergiovanni Mecchia di Portogruaro (coi notevoli costi che comporta tale situazione). L'auto-declassamento del club arancionero, sopravvenuto l'anno seguente, consentì tuttavia il rientro al "Baracca" dalla stagione 2018-2019.
Nello stadio esterno alla città la squadra (ancora affidata a Zironelli) disputa un buon campionato in terza serie terminato al decimo posto e partecipa ai playoff dove viene eliminata al 1º turno; ma a causa delle poche disponibilità economiche, non si iscrive al campionato successivo e chiede l'ammissione in sovrannumero al campionato di Eccellenza con una nuova squadra dilettantistica, dopo che quella professionistica fu sciolta dalla FIGC il 24 luglio 2018.
Dalla stagione 2018-2019 in Eccellenza Veneto il Mestre può tornare a giocare allo Stadio Baracca (omologato sino alla serie D).
Il 5 gennaio 2019 il Mestre di mister Zecchin gioca la finale di Coppa Italia Eccellenza contro il Caldiero Terme allo stadio Mercante di Bassano del Grappa. La partita vede trionfare la compagine veronese per 10-9 ai calci di rigore (0-0 nei tempi regolamentari ed 1-1 nei supplementari), decretando la sconfitta per il Mestre.
La stagione regolare 2018-19 si conclude comunque bene: il Mestre si classifica secondo ed accede direttamente al secondo turno dei playoff dove sconfigge dapprima il Calvi Noale (2-1) e poi il Pont Donnaz (4-1 a Pont San Martin e 0-0 a Mestre) e si qualifica per la finale con il Pomezia, finale nella quale pareggia 1-1 a Pomezia e poi 0-0 a Mestre, venendo quindi promossa in serie D.

### La serie D (dal 2019)
Nella stagione 2019-20 il Mestre, dopo un avvio altalenante, si riprende e viaggia nelle zone alte della classifica: a febbraio 2020 è 5° (posizione che darebbe l'accesso ai playoff) prima che la sospensione dei campionati a causa del coronavirus ne decreti poi la definitiva chiusura.
Nel maggio 2020 il presidente Stefano Serena annuncia il proposito di cedere la società, ma non trova acquirenti credibili (causa anche la crisi economica post emergenza sanitaria) e pertanto rimane alla guida del Mestre anche nella stagione 2020-21.
Nella stagione 2020-2021 il Mestre è ancora affidato a mister Zecchin ed è una squadra giovane. In campionato è sempre tra le prime in classifica, ed è entro le prime 5 (posizione che dà l'accesso ai playoff per la definizione delle graduatorie di ripescaggio) fino alla quart'ultima giornata, quando viene superato di un punto dal Caldiero Terme. Si decide tutto all'ultima giornata domenica 13 giugno dove il Mestre vince con l'Adriese (5-1), ma vince con lo stesso punteggio anche il Caldiero ed il Mestre finisce sesto per un punto. Il giocatore mestrino De Leo viene premiato come miglior giovane del girone C. A pochi giorni dalla chiusura del campionato, l'allenatore Gianpietro Zecchin dopo 5 stagioni a Mestre (due da giocatore e tre da allenatore) annuncia il proprio passaggio alla Manzanese per la stagione 2021-22.
Il 20 giugno 2021 il presidente Stefano Serena annuncia che ha intenzione di continuare con il Mestre fintantoché non troverà una persona seria che dimostri le sue stesse ambizioni ed interessi per la squadra
, mentre il 25 l'annuncio del nuovo allenatore (rimane il secondo, Ivan Galante alla quarta stagione a Mestre) che è il ritorno di Stefano Sottoriva (da allenatore in seconda a Mestre con Zironelli, seguendolo sempre in C con l'U23 Juventus e poi a Modena).
La stagione 2021-22 comincia con risultati alterni in precampionato, poi l'eliminazione al primo turno della Coppa Italia, ed un brutto inizio di campionato, che con la sconfitta ad Adria del 10 ottobre porta il Mestre in "zona retrocessione". Il giorno successivo l'allenatore Stefano Sottoriva dà le proprie dimissioni. Il nuovo allenatore è il ritorno di Gianpietro Zecchin (lasciato libero da agosto dal forfait della Manzanese) ed il Mestre comincia un lento recupero in classifica che lo porta ad essere 11° (20 punti) prima della pausa natalizia. I mesi di gennaio e febbraio proseguono con risultati alterni, ed a fine febbraio il Mestre è ancora 11° con 28 punti, posizione mantenuta anche a fine marzo (32 punti). Il mese di aprile vede 3 vittorie, un pareggio ed una sconfitta ed il Mestre sale al 9º posto in classifica a 42 punti. Il successivo 1 maggio vede il pareggio (1-1) a Cartigliano e la salvezza matematica a due giornate dal termine. A fine campionato il Mestre è nono in classifica. 
Il precampionato della stagione 2022-23 è con buoni risultati, ma poi segue l'eliminazione al primo turno della Coppa Italia (a Montebelluna, 2-1). Il campionato comincia il 4 settembre con quattro sconfitte consecutive, il peggior avvio che si ricordi. Il due ottobre la prima vittoria. Risalita pian pianino la classifica, il 6 novembre il Mestre travolge il Cjarlins Muzane (7-1) e si porta all'ottavo posto a 14 punti, a 2 punti dalla "zona playoff". Dopo aver chiuso il girone d'andata con 20 punti al 12º posto, a 1 punto dalla zona playout e a 5 da quella playoff, il Mestre si mantiene in quella zona della classifica per tutto il girone di ritorno e festeggia con due giornate d'anticipo la raggiunta matematica salvezza. La classifica finale vede il Mestre 11º.
La stagione 2023-24 comincia con l'eliminazione al primo turno della Coppa Italia, mentre il campionato vede cinque vittorie consecutive ed il Mestre è primo solitario, a punteggio pieno (record dal dopoguerra: cinque vittorie all'avvio). Segue la sconfitta di Treviso, altri risultati alterni e nel mese di novembre 6 sconfitte consecutive. Dicembre non va tanto meglio e a fine mese alla fine del girone d'andata il Mestre è 11º in classifica, a 2 punti dai playout. La prima di ritorno il 7 gennaio vede la sconfitta (1-0) a Montebelluna ed il vantaggio sulla zona playout è di un solo punto. Il giorno successivo l'allenatore Giampietro Zecchin rassegna le proprie dimissioni e l'undici gennaio viene sostituito (contratto anche per la stagione 2024-25) da Giulio Giacomin. A fine gennaio il Mestre è all'ottavo posto, a 3 punti dalla zona playout. A fine febbraio il Mestre è settimo, a due punti dalla zona playoff. A fine marzo il Mestre è sesto. La 32ª giornata vede il Mestre vittorioso risalendo ottavo in classifica e raggiungendo la matematica salvezza, Il Mestre chiude decimo in classifica. 
Nel mese di maggio l'annuncio della risoluzione consensuale del contratto con l'allenatore Giulio Giacomin, e l'undici giugno l'annuncio della nuova guida e del nuovo direttore sportivo: Mario Tacchinardi e Davide Gabrielli.
Dopo un buon precampionato, la stagione 2024-25 comincia il primo settembre con la Coppa Italia dove il Mestre batte in casa (2-0) il Chions, mentre in campionato il Mestre anela poche vittorie e molte sconfitte. Martedì 29 ottobre l'annuncio dell'esonero dell'allenatore Mario Tacchinardi, che viene sostituito da Romano Perticone. A fine novembre il Mestre è tredicesimo, in zona play-out, ad un punto dalla salvezza diretta. A fine dicembre il Mestre sale nono con 27 punti, a quattro punti dalla zona playoff. A fine gennaio in classifica il Mestre sale sesto a 2 punti dalla quinta. A fine febbraio il Mestre è settimo a 43 punti, come pure è settimo a fine marzo. Domenica 6 aprile il Mestre vince (1-0) la partita casalinga con l'Adriese e sale sesta, ad un punto dalla quinta. Domenica 27 aprile il Mestre vince fuoricasa (0-1) contro il Lavis, ed in classifica sale ad un punto dal Campodarsego e due dall'Adriese, che si contenderanno il quarto posto all'ultima giornata nello scontro diretto. Domenica 3 maggio la partita casalinga col Portogruaro viene vinta (1-0) ed in classifica il Mestre sale quinto qualificandosi ai play-off, miglior risultato dal ritorno in D. La partita a Treviso termina in pareggio (1-1) anche dopo i supplementari, ed il Treviso passa il turno in virtù del miglior piazzamento in campionato.

## Colori e simboli

### Colori
I colori storici della Marziale (dal 1896) e del Mestre FC 1909 erano l'azzurro, quelli dell'AC Mestre (dal 1919) erano biancorossi. La SGS Spes Mestre giocava in biancoverde, non sappiamo i colori di Libetas e Mestre FC 1927, tutte queste squadre che formarono l'US Mestrina.
All'atto della fondazione dell'Unione Sportiva Mestrina, nell'ottobre 1927, essa adottò come colore sociale il rossonero, che rimase in uso nei campionati 1927-28 e 1928-29. Nel campionato 1929-30 i colori sono bianco-azzurri (come i colori della città, della Marziale e del Mestre FC 1909). Nella stagione 1930-31 i colori sono nuovamente rosso-neri come pure nelle stagioni successive 1931-32 e 1932-33. Dal 1934-35 al 1938-39 il colore sarà "nerofasciato", il nerocerchiato del fascio giovanile. Nel 1939 abbiamo invece il granata, che resterà fino allo scoppio della seconda guerra mondiale. A conflitto concluso, non essendo più disponibili a Mestre maglie di colore granata, la dirigenza societaria optò per l'adozione di casacche color arancione, tonalità che tra quelle disponibili si avvicinava maggiormente al colore originario. L'adozione delle nuove divise (abbinate di norma a pantaloncini bianchi) coincise con un periodo di successo per il Mestre, che nel 1946 conquistò la promozione in Serie B: la dirigenza decise pertanto di mantenere l'arancio come colore identitario.
Talvolta negli anni 1970 e poi negli anni 1980 il pantaloncino bianco fu cambiato in nero e da allora l'arancio-nero è rimasto il colore identitario.

### Simboli ufficiali

#### Stemma

Stemma sociale dal 2015.

Versione alternativa dello stemma sociale.

Storicamente lo stemma sociale del Mestre è costituito da uno scudo color arancione, contenente uno scudetto crociato con corona turrita (evocante lo stemma araldico di Mestre e la torre civica, simbolo del centro urbano) e la denominazione sociale, declinata negli anni con varie sigle e differenti caratteri tipografici.
Dal 2015 lo stemma riporta due date, il 1909 del "primo Mestre" ed il 1929 tradizionale della Mestrina. Le scritte "C M" riportano contemporaneamente il nome "Calcio Mestre" e l'antico medievale (fino al 1513) stemma della città "Communitas Mestrensis".

#### Inno
Dal 2016 l'inno ufficiale del Mestre è "Mestre vinci hai un cuore vero", del gruppo mestrino dei Phrenetic City. su youtube https://www.youtube.com/watch?v=YtNxIhFH1kM .
Altra canzone-inno alternativo sulla squadra è anche su Youtube https://www.youtube.com/watch?v=KJ6XLS2LhuQ .

## Strutture

### Stadio
Campo casalingo del Mestre è fin dalla fondazione lo stadio Francesco Baracca; inaugurato nel 1919 come terreno casalingo della previgente A.C. Mestre (una delle quattro società cittadine che si sarebbero poi fuse nel 1927 dando inizio alla corrente tradizione sportiva), esso sorge sul sito precedentemente accatastato come ippodromo (nel 1893 e 1896 la destinazione calcistica non esisteva, la destinazione ad ippodromo permetteva lo svolgimento delle partite di calcio ed anche l'ingresso alle signore), e trasformato in impianto polisportivo (calcio, ciclismo, pallacanestro, pallavolo e tennis) tra il 1923 e il 1925 ma poi successivamente ridestinato solamente al calcio.
Originariamente proprietà privata (della Società Anonima Pro Mestre, che ne aveva incentivato la costruzione), lo stadio venne ceduto al municipio di Venezia nel 1933 ,pochi anni dopo la soppressione del comune di Mestre e la relativa annessione al capoluogo regionale.
L'impianto, intitolato al celebre aviatore romagnolo "asso" della prima guerra mondiale, venne più volte ristrutturato ed ampliato: agli albori del XXI secolo esso disponeva di quattro tribune, per una capienza massima omologata di 6 181 posti. Nel corso del XX secolo, complici le regole meno restrittive sulla sicurezza e l'accesso agli spalti, la capacità di pubblico era ancora superiore: l'afflusso massimo si registrò in occasione di una partita del Mestre contro il Padova, per la quale vennero staccati 12000 biglietti.
Dal 1987 al 1991 l'impianto ospitò le gare interne del Venezia-Mestre, club nato dalla fusione tra i preesistenti Venezia e Mestre, avvenuta sotto l'egida del patròn Maurizio Zamparini. Nel 1991, allorché il Venezia-Mestre si trasferì al più capiente stadio Pierluigi Penzo, il Baracca venne scelto come campo casalingo dell'Unione Sportiva La Malcontenta, che nell'occasione mutò nome in Malcontenta-Mestrina e due anni dopo in Mestre Calcio, proclamandosi continuatrice della tradizione sportiva arancio-nera.
Lo stadio è considerato dalla popolazione locale un vero e proprio simbolo dell'identità mestrina, di grande importanza per la storia contemporanea della località,: in più occasioni infatti sono avvenute mobilitazioni di cittadini per evitarne la demolizione
Dal 2015 al 2017 lo stadio viene dichiarato inagibile, obbligando il Mestre a trasferirsi momentaneamente allo stadio comunale di Mogliano Veneto. Il "Baracca" è stato riaperto il 19 marzo 2017, previa esecuzione di lavori di ristrutturazione e riduzione della capienza a 1 999 posti, onde ottenere il nullaosta della locale Commissione di vigilanza sui locali di pubblico e spettacolo.
La stagione 2017-2018 ha comportato un ulteriore spostamento per gli arancioneri, nuovamente impossibilitati a giocare al "Baracca" in quanto inagibile ai sensi delle norme del calcio professionistico italiano. In attesa di risolvere tale problema (con una più radicale ristrutturazione del vecchio campo oppure con la costruzione ex nihilo di una nuova struttura) il Mestre ha dunque adottato come campo interno lo stadio Piergiovanni Mecchia di Portogruaro.
La squadra giocherà a Portogruaro tutta la stagione 2017-2018, tornerà a giocare al Baracca dalla stagione successiva 2018-2019 (non iscrivendosi l'AC Mestre in Lega Pro ed ammesso in sovrannumero in Eccellenza Veneto dove il Baracca è omologato). Nella primavera 2023 il Comune di Venezia approva i lavori necessari per l'agibilità dello stadio alla serie C.

### Centro di allenamento
La squadra svolge le proprie sedute di allenamento presso il centro sportivo di Zelarino.

## Società

### Organigramma societario
Dal sito internet ufficiale della società.
- Stefano Serena - Presidente
- Luca Martignon - Vicepresidente
- Enrico Busolin - Direttore generale
- Matteo Settimo - Segretario generale
- Davide Gabrielli - Direttore sportivo
- Francesco Feltrin - Responsabile del settore giovanile
- Lionello Pesce - Responsabile Tecnico del settore giovanile

### Sponsor
Di seguito l'elenco dei fornitori tecnici e degli sponsor ufficiali.
| Cronologia degli sponsor tecnici - fino al 1999 ... - 1999-2000 Umbro - 2000-2014 ... - 2014-2015 Macron - 2015-2019 Joma - 2019-2021 Adidas - 2021-2024 Puma - 2024-tutt’ora Mizuno | Cronologia degli sponsor ufficiali - fino al 1999 ... - 1999-2000 Telethon - 2000-2014 ... - 2014-2015 nessuno sponsor - 2015-2018 ...Mestre a favore dei bambini...!!! - 2018-2024 Antolini Motors - 2024-tutt’ora SC Italia |

### Impegno nel sociale
Sulle divise dal 2015 al 2018, il Mestre ha recato la scritta ...Mestre a favore dei bambini...!!!; ciò nasce dall'impossibilità di associare alla squadra il marchio UNICEF, di cui il Barcellona dispone dell'esclusiva.

## Allenatori e presidenti
Di seguito l'elenco degli allenatori e dei presidenti.
- 1927-1938 ...
- 1938-1939  Andrea Capitanio
- 1939-1942  Guido Testolina
- 1942-1944  Giovanni Cavasin
- 1944-1945 campionati sospesi per motivi bellici.
- 1945-1946  Guido Testolina
- 1946-1947  Virginio Rosetta
- 1947-1950  Guido Testolina
- 1950-1951  Umberto Visentin
- 1951-1952  Antonio Blasevich
- 1952-1953 ...
- 1953-1954  Duilio Rallo
- 1954-1955  Guido Testolina
- 1955-1956  Guido Corbelli
 Giacomo Blason
- 1956-1957  Giacomo Blason
- 1957-1958  Sandro Puppo
- 1958-1959  Guido Testolina
- 1959-1960  Guido Testolina
 Bruno Novello
- 1960-1963  Giacomo Blason
- 1963-1964  Franco Pedroni
 Ruggero Salar
- 1964-1965  Ruggero Salar
 Bruno Gianoli
- 1965-1966  Ruggero Salar
- 1966-1967  Bruno Novello
 Giovanni Mialich
- 1967-1968  Giovanni Mialich
 Umberto Visentin
- 1968-1969  Giacomo Blason
- 1969-1970  Guido Testolina
- 1970-1971  Guido Testolina
 Callegari
- 1971-1973  Giulio Bonafin
- 1973-1974  Elvio Matè
- 1974-1975  Elvio Matè
 Giorgio Bozzato
- 1975-1976  Ruggero Salar
- 1976-1977  Elvio Matè
- 1977-1978  Dino Moscardo
- 1978-1979  Sergio Realini
- 1979-1980  Giorgio Rumignani
- 1980-1981  Luciano Stevanato
- 1981-1983  Giorgio Rumignani
- 1983-1984  Carlo Facchin
 Livio Fongaro
- 1984-1985  Gianni Rossi
 Livio Fongaro
- 1985-1986  Livio Fongaro
 Edoardo Reja
- 1986-1987  Franco Fontana
- 1987-1991 il club è inattivo.
- 1991-1995 ...
- 1995-1996  Ennio Gazzetta
- 1996-1997  Ennio Gazzetta
 Paolo Dal Fiume
- 1997-1998  Paolo Dal Fiume
- 1998-1999  Paolo Dal Fiume
 Dino D'Alessi
- 1999-2000  Gianfranco Fonti
 Dino D'Alessi
- 2000-2001  Maurizio Costantini
- 2001-2002  Maurizio Costantini
 Giuseppe Galderisi
 Maurizio Costantini
- 2002-2003  Giancarlo Rodolfi
 Pasquale Santosuosso
- 2003-2014 ...
- 2014-2015  Luca Camozzo
 Francesco Feltrin
- 2015-2016  Luca Tiozzo
 Francesco Feltrin
- 2016-2018  Mauro Zironelli
- 2018-2021  Gianpietro Zecchin
- 2021  Stefano Sottoriva
- 2021-2024:  Gianpietro Zecchin
- 2024:  Giulio Giacomin
- 2024:  Mario Tacchinardi
- 2024-:  Romano Perticone

- 1927-1938 ...
- 1938-1943  Giuseppe Franchin
- 1943-1944 ...
- 1944-1945 campionati sospesi per motivi bellici.
- 1945-1950  Angelo Fabbian
- 1950-1951  Alfonso Allomi
- 1951-1952  Renzo Vidal
- 1952-1955  Angelo Fabbian
- 1955-1956  Domenico Preo
- 1956-1957  Lorenzo Fabris
- 1957-1958 Comitato di reggenza
- 1958-1961  Casimiro Guarise
- 1961-1962  Gino Ceccarelle
- 1962-1963  Ivo Schiavon
- 1963-1964  Giovanni Bolgan
- 1964-1965 Comitato di reggenza
- 1965-1966 Comitato di reggenza
 Tiziano Longhin (Comm. straor.)
- 1966-1974  Tiziano Longhin (Comm. straor.)
- 1974-1979  Erminio Maccatrozzo
- 1979-1986  Guido Robazza
- 1986-1987  Luciano Scantamburlo
- 1987-1991 il club è inattivo.
- 1991-1992  Renzo Mognato e  Luciano Mognato
- 1992-1993  Luigi Liotto
- 199?-1999  Vittorio Testi
- 1999-2000  Luigi Dalla Costa
- 2000-2002  Giorgio Lucca Fabris
- 2002-2003  Ferdinando Ricciardi
- 2003-2012  Gianbruno Berton
- 2012-2014  Primo Marani
- 2014-  Stefano Serena

## Palmarès

### Competizioni interregionali
- Serie C: 2

1945-1946 (girone A), 1947-1948 (girone H)
- IV Serie: 1

1954-1955 (girone D)
- Serie D: 2

1973-1974 (girone C), 2016-2017 (girone C)
- Campionato Nazionale Dilettanti: 1

1995-1996 (girone D)

### Competizioni regionali
- Eccellenza: 1

1994-1995 (girone B)
- Seconda Categoria: 1

2004-2005 (girone M)
- Coppa Veneto: 1

2014-2015

### Competizioni giovanili
- Campionato nazionale Dante Berretti: 1

1969-1970 (torneo Serie D)

### Altri piazzamenti
- Serie C2:

secondo posto: 1981-1982 (girone B)
terzo posto: 1983-1984 (girone B), 1986-1987 (girone B), 2000-2001 (girone A)
- Serie C:

secondo posto: 1939-1940 (girone A)
terzo posto: 1961-1962 (girone A)
- IV Serie/Serie D:

secondo posto: 1952-1953 (girone C), 1953-1954 (girone D), 1971-1972 (girone C), 1976-1977 (girone C), 1977-1978 (girone C)
terzo posto: 1972-1973 (girone C)
- Eccellenza:

Secondo posto: 2018-2019 (girone B)
- Prima Categoria:

terzo posto: 2011-2012 (girone H), 2014-2015 (girone H)
- Terza Categoria:

2003-2004 (girone A)
- Prima Divisione:

secondo posto: 1937-1938 (girone A)
- Seconda Divisione:

terzo posto: 1930-1931 (girone C)
- Terza Divisione:

secondo posto: 1927-1928 (girone C), 1934-1935 (girone A)
- Scudetto Dilettanti:

Finalista: 1954-1955
- Coppa Italia Dilettanti Veneto:

Finalista: 2018-2019

## Statistiche e record

### Partecipazione ai campionati
| Livello | Categoria                        | Partecipazioni | Debutto   | Ultima stagione | Totale |
| ------- | -------------------------------- | -------------- | --------- | --------------- | ------ |
| 2º      | Serie B                          | 1              | 1946-1947 | 1946-1947       | 1      |
| 3º      | Prima Divisione                  | 2              | 1931-1932 | 1932-1933       | 29     |
| 3º      | Serie C                          | 26             | 1938-1939 | 2017-2018       | 29     |
| 3º      | Serie C1                         | 1              | 1982-1983 | 1982-1983       | 29     |
| 4º      | Seconda Divisione                | 2              | 1928-1929 | 1929-1930       | 38     |
| 4º      | IV Serie                         | 3              | 1952-1953 | 1954-1955       | 38     |
| 4º      | Serie D                          | 18             | 1968-1969 | 2025-2026       | 38     |
| 4º      | Serie C2                         | 15             | 1978-1979 | 2002-2003       | 38     |
| 5º      | Seconda Divisione Venezia Giulia | 1              | 1927-1928 | 1927-1928       | 2      |
| 5º      | Campionato Nazionale Dilettanti  | 1              | 1995-1996 | 1995-1996       | 2      |

Nel conteggio della Serie C sono considerate le prime annate in Prima Divisione, la C unica, la C1 e la C2. Sono escluse le annate prima del 1928, quelle dal 1933 al 1938, dal 1987 al 1995, dal 2003 al 2015 e dal 2018 al 2019, nelle quali il Mestre ha partecipato ai tornei del Comitato Regionale Veneto o fu inattivo.

### Partecipazione alle coppe
| Competizione                    | Partecipazioni | Debutto   | Ultima stagione | Totale |
| ------------------------------- | -------------- | --------- | --------------- | ------ |
| Coppa Italia                    | 4              | 1938-1939 | 1958-1959       | 4      |
| Coppa Italia Semiprofessionisti | 8              | 1972-1973 | 1980-1981       | 21     |
| Coppa Italia Serie C            | 13             | 1981-1982 | 2017-2018       | 21     |
| Coppa Italia Serie D            | 3              | 2015-2016 | 2019-2020       | 3      |
| Poule Scudetto                  | 3              | 1954-1955 | 2016-2017       | 3      |

## Tifoseria

### Storia
Il principale gruppo ultras mestrino nacque una sera del febbraio 1986, con il nome di "Gruppo Autonomo Head Out Mestre". Lo scopo della fondazione del gruppo era essenzialmente riportare l'entusiasmo in una piazza delusa in seguito alla retrocessione in Serie C2. Gli Head Out non ebbero vita facile poiché solo un anno dopo la nascita si concretizzò la fusione tra il Mestre e l'allora Calcio Venezia; dissentendo contro tale novità, gli Head Out e i "Tower Supporter" decisero di lasciare il calcio e seguire le sorti del Basket Mestre, che tuttavia sparì dal panorama cestistico nazionale nel 1989. Da quel momento in poi gli Head Out cominciarono a seguire le sorti delle principali società mestrine impegnate nei più svariati campi; nel 1988 è la volta del FavaroMestre mentre nel 1989, sempre affiancati dai Tower Supporter, viene sostenuta la Voltan Volley Mestre, che conquista la promozione in Serie A2. Nello stesso anno si svolge il secondo referendum per la scissione dei comuni di Mestre e Venezia: gli ultras sono parte attiva della campagna di sensibilizzazione per il Si, tuttavia il quorum non darà il risultato sperato.
Nel 1991 rinasce il calcio a Mestre, con la Malcontenta-Mestrina che prende parte al campionato di Eccellenza. Nel girone è inserito anche il Calcio Venezia "neroverde", formazione nata per volere dei sostenitori veneziani anti-unionisti; il 21 ottobre 1991 le due squadre si affrontano, in una sorta di riedizione del "derby della Serenissima", allo stadio Baracca, dinnanzi a oltre 800 spettatori. Le due curve per l'occasione fraternizzano, unite dal risentimento verso la fusione di 4 anni prima.
Nel febbraio 1994 si svolge il terzo referendum per l'indipendenza di Mestre. Anche in questo caso, gli Head Out spingono per la scissione, che tuttavia non verrà raggiunta. Nella stagione 1994-1995 le principali formazioni mestrine trionfano nei propri campionati e gli Head Out verranno affiancati dagli "Ultras Mestre", che fanno il loro debutto in curva Oberdan nella partita contro il Mogliano. Nel 1997 si ripresenta lo spettro di una fusione fra una formazione mestrina e una veneziana, questa volta in ambito cestistico fra i Bears Mestre e la Reyer Venezia, scongiurata dall'intervento del ultras mestrini.

Gli ultras mestrini in curva Oberdan durante un derby col Venezia degli anni ottanta.

Con l'avvento del nuovo millennio, gli Head Out istituiscono una sezione dedicata alle nuove generazioni, i Giovanissimi, e nasce la sezione di Oriago. In seguito al fallimento avvenuto nel 2003, i gruppi in curva si ritirano e dall'unione di intenti di alcuni ultras nasce la "Brigata Ultrà" (2004). Altro gruppo da segnalare gli "Irriducibili Mestre 1929", che a differenza di altre fazioni rifiutarono di seguire società mestrine diverse da quella storica anche durante il suo periodo più buio.
Nel 2016 i gruppi ultras al seguito del Mestre sono la Brigata Ultrà e gli Orange Insanity, formatisi durante il campionato 2014-2015. La diversa espressione delle due fazioni - la prima nata durante il periodo dell'AC Mestre e la seconda durante quello della Mestrina - ha causato anche incomprensioni fra di esse.
Nella successiva stagione sportiva, a seguito della società mestrina, resteranno esclusivamente gli Orange Insanity come gruppo ultras, a cui si affiancherà il club "100% Arancioneri".

### Gemellaggi e rivalità
La tifoseria mestrina sostiene dei gemellaggi con gli ultras della Maceratese e del Legnano. Gli Orange Insanity hanno sviluppato un rapporto di amicizia con il gruppo East End dell'Atletico Morena (squadra dell'omonimo quartiere di Roma).
Il capitolo rivalità è invece più intricato. La principale è sicuramente quella con i concittadini del Venezia. La "fusione" (fu un assorbimento e cancellazione) tra i due club attuata nel 1987 ha reso più intricato il rapporto tra le rispettive realtà: da un lato vi è infatti una frangia di tifoseria che l'ha sostanzialmente riconosciuta, "sposando" l'identità arancio-nero-verde creata nel 1987 e seguendo il club "post-Zamparini" nelle sue varie vicissitudini; dall'altro, sia su sponda lagunare che in terraferma, vi sono gruppi di supporter che hanno ricusato tale atto, restando legati alle rispettive identità e peraltro trovando in siffatto risentimento un motivo, almeno parziale, di fraternizzazione reciproca.
Altra rivalità storica è quella con i trevigiani; anche in questo l'astio affonda le proprie radici nel campanilismo storico fra le due città. Con la tifoseria del Padova la rivalità si sviluppò nel 2001 e fu caratterizzata subito da cruenti scontri fra le due fazioni.